# Ikkyu-san
Ikkyū-san (яп. 一休さん Иккю:-сан) — японский аниме-сериал, выпущенный студией Toei Animation. Впервые транслировался по телеканалу TV Asahi с 15 октября 1975 года по 28 июня 1982 года. Всего выпущено 296 серий аниме. В 2005 году по результатам опроса телеканала TV Asahi, сериал Ikkyū-san вошёл в список 100 популярнейших аниме в Японии.

## Сюжет
Действие разворачивается вокруг известного японского монаха Иккю Содзюна, его детства, когда он будучи мальчиком обучался в храме Анкокудзи. Иккю очень озорной мальчик, который любит хулиганить, но и одновременно смышлёный. Он всё время пытается перехитрить своих наставников. С другой стороны, используя смекалку, он обманывает жадных купцов и землевладельцев, чтобы помочь бедным людям и восстановить справедливость. Так мальчик находит себе много новых друзей.

## Роли озвучивали
- Тосико Фудзита — Иккю
- Рэйко Кацура — Саё-тян
- Сандзи Хасэ — Сюнэн
- Акико Цубой — Цубанэ Иёно (в молодости)
- Эйко Масуяма — мать Иккю/голос за кадром
- Фуюми Сираиси — Янтя-химэ/Цую Годзю
- Кадзухико Иноуэ — Тэцусай
- Китон Ямада — Сёгун
- Кэйити Нода — Синэмон Нинагава
- Кэнъити Огата — Рихэй Кикёя